# Communications on Pure and Applied Analysis
Communications on Pure and Applied Analysis is een internationaal, aan collegiale toetsing onderworpen wetenschappelijk tijdschrift op het gebied van de wiskunde. De naam wordt in literatuurverwijzingen meestal afgekort tot Comm. Pure Appl. Anal. Het wordt uitgegeven door het American Institute of Mathematical Sciences en verschijnt 6 keer per jaar; het eerste nummer verscheen in 2002.